# Lourdesgrot (Pater Kustersweg, Cadier en Keer)

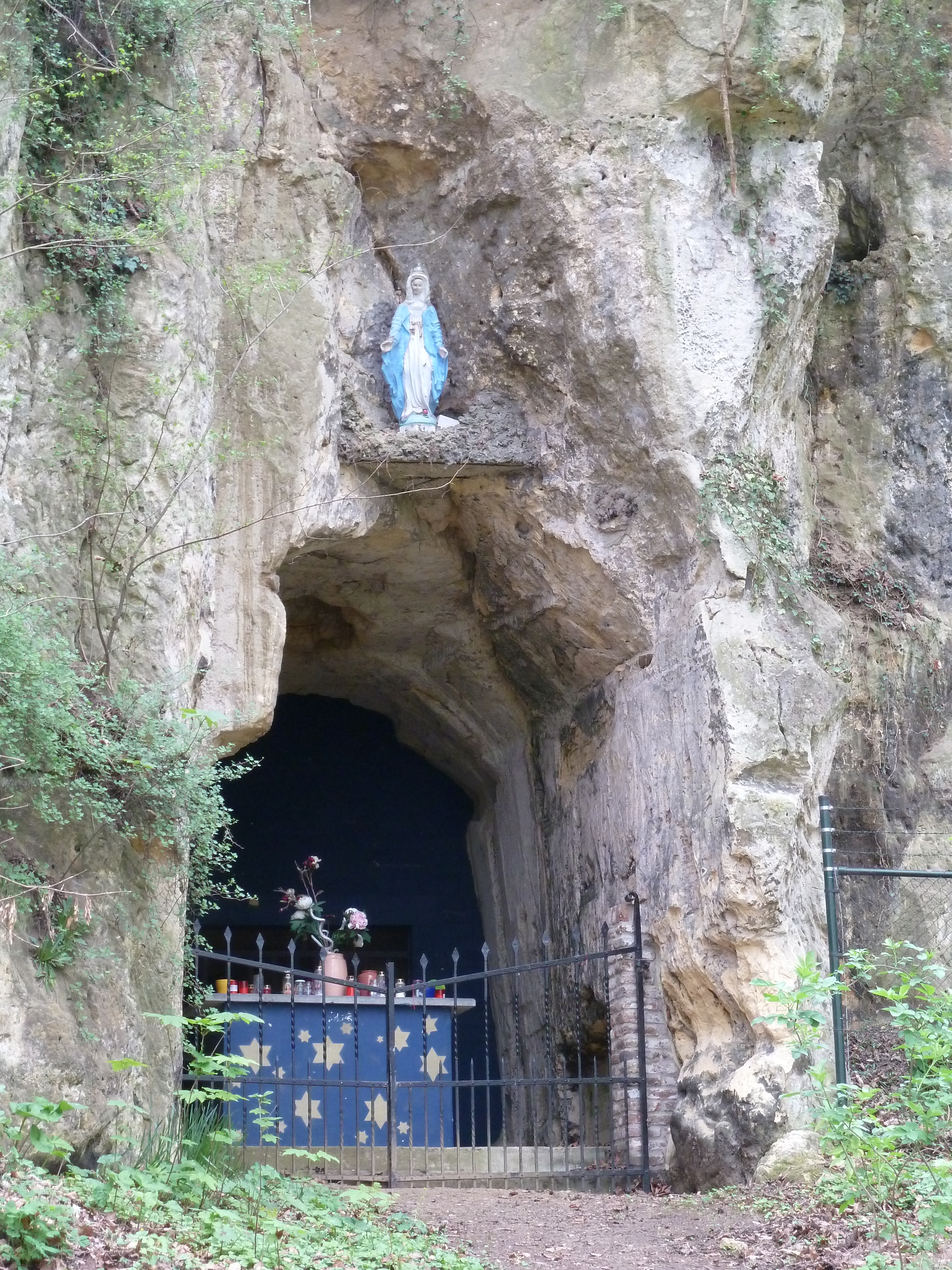
De Lourdesgrot in 2014

De Lourdesgrot is een religieus monument aan de Pater Kustersweg bij Cadier en Keer in de Nederlandse gemeente Eijsden-Margraten. De Lourdesgrot staat op het terrein van landgoed Heerdeberg in de buurtschap Berg. Ten noorden en noordoosten staan de gebouwen Huize Sint-Jozef en Huize Sint-Gerlach. Ten westen bevinden zich een begraafplaats, het Belgisch monument en het Vlaams monument.
Het monument is gesitueerd aan de westelijke rand van het Plateau van Margraten in de overgang naar het Maasdal. Ter plaatse duikt het plateau een aantal meter steil naar beneden als gevolg van verschillende mergelgroeves die hier gelegen waren. De Lourdesgrot is aangelegd in een ingang van een gangenstelsel waar vroeger mergel gewonnen werd, namelijk de Heerderberggroeve. De ingang naar de groeve is achter het altaar afgesloten.
De Lourdesgrot bevat een altaar en wordt afgesloten door hekwerk. Boven de grot is op een kunstmatige richel een Mariabeeldje geplaatst.